# 羅庫爾 (汝拉州)
羅庫爾（法語：Rocourt，法語發音：[ʁɔkuʁ] ⓘ）是瑞士汝拉州的旧市镇，位於該國西北部，面積4.47平方公里，海拔高度508米，2011年人口155，八成人口信奉羅馬天主教，人口密度每平方公里35人。2018年，羅庫爾并入市镇上阿茹瓦。